# Боэмунд VII (граф Триполи)
Боэмунд VII (фр. Bohemond de Poitiers; 1261 — 19 октября 1287) — граф Триполи с 1275 года, титулярный князь Антиохии с 1275 года. Сын князя Боэмунда VI Антиохийского и принцессы Сибиллы.

## Биография
На момент смерти отца в 1275 году Боэмунд был ещё малолетним, поэтому регентом стала его мать Сибилла Армянская. Графство Триполи в это время было сильно ослаблено, знать не могла договориться между собой.
Повзрослев, Боэмунд начал войну с тамплиерами (1277—1282 годы). В 1277 году он заключил мир с мамелюкским султаном Калавуном.
В 1282 году Боэмунд победил восставшего генуэзского правителя города Жибле (Джубейль) Гвидо II Эмбриако, заколов того и его братьев Балдуина и Жана в его собственном замке.

## Брак
- Маргарита де Бриенн (1280—1287)